# ههلن
ههلن (به آلمانی: Hehlen) یک شهر در آلمان است که در Holzminden واقع شده‌است. ههلن ۲٬۰۹۵ نفر جمعیت دارد.